# George Calnan
George Charles Calnan (født 18. januar 1900 i Boston, død 4. april 1933 i New Jersey) var en amerikansk fægter som deltog under OL 1924 i Paris, 1928 i Amsterdam og 1932 i Los Angeles.
Calnan vandt en bronzemedalje i fægtning under OL 1928 i Amsterdam. Han kom på en tredjeplads i den individuelle konkurrence i kårde efter Lucien Gaudin og Georges Buchard begge fra Frankrig.
Fire år senere, under OL 1932 i Los Angeles, var han med på de amerikanske hold som kom på en tredje plads i både fleuret og kårde.
Calnan aflagde det Olympisk løfte på vegne af deltagerne under OL 1932 i Los Angeles.
Calnan var en af de 73 personer, som omkom på det amerikanske luftskib USS Akron i 1933.